# Tượng đài Uzeyir Hajibeyov (Shusha)
Tượng đài Uzeyir Hajibeyov là một tượng đài được dựng lên vào năm 1985 để tưởng nhớ Uzeyir Hajibeyov, một nhà soạn nhạc, nhà khoa học-nghiên cứu âm nhạc, nhà báo, nhà viết kịch, nhà sư phạm và nhân vật công chúng người Azerbaijan, người sáng lập nghệ thuật âm nhạc chuyên nghiệp hiện đại và opera quốc gia của Azerbaijan, tác giả của quốc ca Cộng hòa Azerbaijan và vở opera đầu tiên của Hồi giáo phương Đông, tại thành phố Shusha, quê hương của ông. Bức tượng đã trở thành mục tiêu phá hoại sau khi thành phố Shusha bị người Armenia kiểm soát. Sau khi thành phố được giải phóng, bức tượng được phục hồi vào năm 2021 và chính thức khánh thành vào ngày 29 tháng 8. 

## Lịch sử
Năm 1985, nhân kỷ niệm 100 năm ngày sinh của Uzeyir Hajibeyov, một bức tượng của nhà soạn nhạc đã được dựng lên ở Shusha, do nhà điêu khắc Ahmad Tsalikov tạc nên. Tượng đài đã bị phá hủy hoàn toàn trong Chiến tranh Karabakh lần thứ nhất năm 1992. 
Sau khi thành phố được giải phóng trong trận Shusha năm 2020, việc phục hồi bức tượng mới được bắt đầu.

## Phục hồi
Theo sắc lệnh của Tổng thống Azerbaijan Ilham Aliyev, một bức tượng mới của nhà soạn nhạc đã được xây dựng. Vì không có mô hình bức tượng nên tượng mới được tạo ra dựa trên những bức ảnh còn sót lại được báo chí thời đó công bố và trong kho lưu trữ. 
Với sự hỗ trợ của Quỹ Heydar Aliyev, bức tượng đồng đã được dựng lên tại vị trí cũ của nó ở thành phố Shusha. Tượng đài được thực hiện bởi các nhà điêu khắc Aslan Rustamov, Teymur Rustamov và Mahmud Rustamov. 
Vào ngày 29 tháng 8 năm 2021, một bức tượng mới của Uzeyir Hajibeyov đã được khánh thành tại thành phố Shusha. Tổng thống Cộng hòa Azerbaijan Ilham Aliyev và Phó Tổng thống thứ nhất Mehriban Aliyeva đã khai trương bức tượng bằng cách tháo bỏ lớp phủ khỏi bức tượng. 